# Ernest Mengel
Ernest Mengel (Dudelange, 27 marzo 1913 – Dudelange, 16 dicembre 1968) è stato un calciatore lussemburghese, di ruolo attaccante.

## Carriera

### Club
Ha sempre giocato nel campionato lussemburghese.

### Nazionale
Ha rappresentato la Nazionale del suo paese alle Olimpiadi del 1936.